# Quateiella inexpectata
Quateiella inexpectata är en tvåvingeart som beskrevs av Haenni 1988. Quateiella inexpectata ingår i släktet Quateiella och familjen dyngmyggor.
Artens utbredningsområde är Spanien. Inga underarter finns listade i Catalogue of Life.